# Sansevieria parva
Dracaena parva (Sansevieria parva) es una especie de Dracaena (Sansevieria)  perteneciente a la familia de las asparagáceas, originaria de  África.
Ahora se la ha incluido en el gen de Dracaena debido a los estudios moleculares de su filogenia.

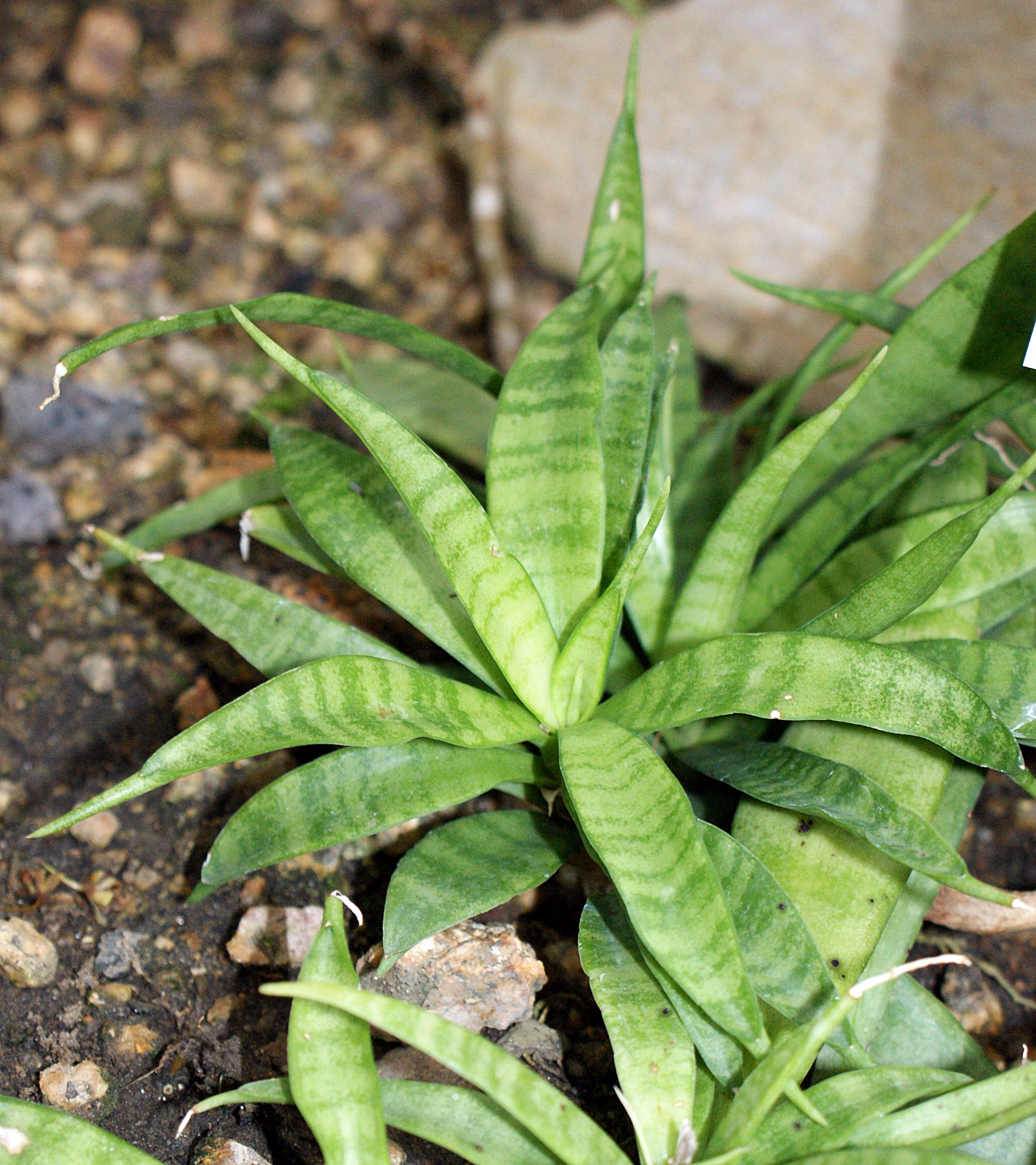
Vista de la planta

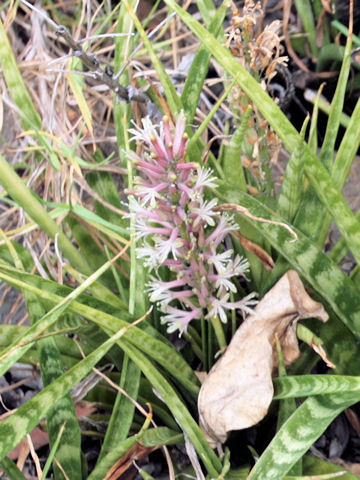
Inflorescencia

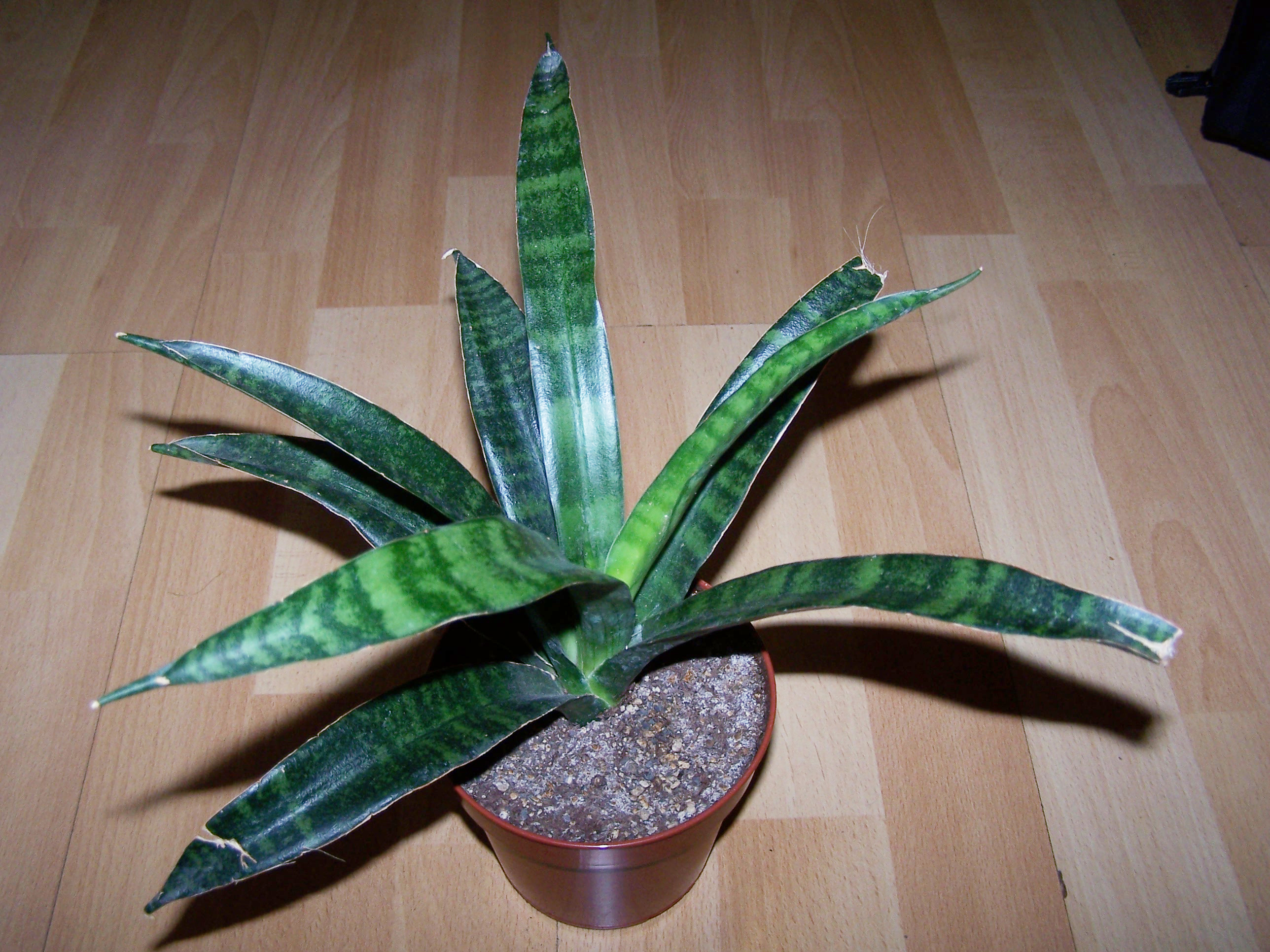
Vista de la planta

## Descripción
Es una planta herbácea geófita con ramificación aérea; con rizoma de color pardo anaranjado, de 1.5-2 cm de espesor; tallo de 2.5-8 cm de largo, 0.5-0.8 cm de diámetro, a veces oculto por completo entre las hojas. Con hojas ascendente o suberectas, ligeramente recurvadas, linear-lanceoladas a lanceoladas, de  20 a 47 cm de largo por 0,8 a 1,4 cm de ancho, ligeramente cóncavas y plegadas longitudinalmente, disminuyendo en el ápice en una punta de 3.5-5 cm de largo con el punto verde y suave, la base se reduce en un pecíolo de hasta 5-7 cm de largo y plano en la cara y muy redondeado en la parte trasera, las hojas jóvenes  con bandas transversales de color verde oscuro brillante y verde más pálido que se desvanecen con la edad, por lo tanto, es de un verde intenso, los márgenes verdes y suaves, con escamas basales. Inflorescencia en un racimo laxo de 30-50  cm de largo. Perianto con tubo de color blanco-rosado pálido, de 9-12 mm de largo, hinchado en la base, gris verdoso en la base de los lóbulos, de color blanco grisáceo en el medio, de color rosado-marrón en el ápice. El fruto es una baya de color amarillo, de 5-8 mm de diámetro.

## Distribución
Se distribuye por la Kenia, Ruanda y Uganda.

## Taxonomía
Sansevieria parva fue descrita por Nicholas Edward Brown y publicado en Bulletin of Miscellaneous Information Kew 1915: 233, en el año 1915.
Etimología
Sansevieria nombre genérico que debería ser "Sanseverinia" puesto que su descubridor, Vincenzo Petanga, de Nápoles, pretendía dárselo en conmemoración a Pietro Antonio Sanseverino, duque de Chiaromonte y fundador de un jardín de plantas exóticas en el sur de Italia. Sin embargo, el botánico sueco Thunberg que fue quien lo describió, lo denominó Sansevieria, en honor del militar, inventor y erudito napolitano Raimondo di Sangro (1710-1771), séptimo príncipe de Sansevero.
parva: epíteto latino que significa "pequeña".
Sinonimia
- Sansevieria bequaertii De Wild.
- Sansevieria dooneri N.E.Br.[10]